# Lingé
Lingé település Franciaországban, Indre megyében. Lakosainak száma 203 fő (2022. január 1.). Lingé Douadic, Lureuil, Martizay, Rosnay és Saint-Michel-en-Brenne községekkel határos.

## Népesség
A település népességének változása:
| Lakosok száma | 354  | 286  | 263  | 276  | 237  | 232  | 229  | 214  | 206  | 203  |
|               | 1968 | 1982 | 1990 | 2006 | 2013 | 2015 | 2017 | 2019 | 2020 | 2022 |